# Deutsches Atomforum

Altes Logo DAtF, heute Kerntechnik Deutschland (KernD).

Das Deutsche Atomforum e. V. (DAtF) war ein Lobbyverband von Unternehmen, Institutionen und Einzelpersonen, der sich für die nichtmilitärische Nutzung von Kernenergie einsetzt. Er war bis ca. 2013 als gemeinnützig anerkannt. Finanziert wurde die Arbeit des Atomforums durch Mitgliedsbeiträge, Spenden sowie Einnahmen aus Veranstaltungen und Veröffentlichungen. 
Der Verein hatte rund hundert Mitglieder, vor allem Unternehmen der Energiewirtschaft. Sitz war Berlin. Es war Mitglied des europäischen Atomforums FORATOM und der Kerntechnischen Gesellschaft (KTG) und arbeitete auch mit der World Association of Nuclear Operators (Weltverband der Kernkraftwerksbetreiber) zusammen. 
Schwerpunkt der Organisation war Öffentlichkeitsarbeit zum Thema Kernenergie. Außerdem veranstaltete sie Kongresse und Seminare.

## Organisation

### Präsidenten des Deutsche Atomforum (DAtF)
- 1959–1973 Karl Winnacker
- 1973–1979 Heinrich Mandel
- 1979–1985 Rudolf W. Guck
- 1985–1995 Claus Berke
- 1995–1999 Wilfried Steuer
- 1999–2001 Otto Majewski
- 2001–2004 Gert Maichel
- 2004–2010 Walter Hohlefelder
- 2010–2019 Ralf Güldner

### Leitung von Kerntechnik Deutschland (KernD)
Vorsitzende und Geschäftsleitung (Stand 2025)
- Thomas Seipolt
- Dr. Thomas Behringer

## Geschichte
Der Verein wurde 1959 gegründet, 1961 als Verein eingetragen und förderte seitdem als Interessenvertretung der Atomindustrie und -forschung die friedliche Nutzung der Kernenergie.
Im Jahre 2019 fusionierten das Deutsche Atomforum und der Wirtschaftsverband Kernbrennstoff-Kreislauf und Kerntechnik e. V. zum neuen Verband Kerntechnik Deutschland (KernD). Herausgeber und Redaktion laut Impressum (Stand 2023) ist die INFORUM Verlags- und Verwaltungsgesellschaft mbH.

## Preise und Auszeichnungen

### Karl-Winnacker-Preis
Für Verdienste um die Förderung der Kernkraft verlieh das Deutsche Atomforum den mit 5000 Euro dotierten Karl-Winnacker-Preis. Dieser ist nicht zu verwechseln mit dem Karl-Winnacker-Preis des Marburger Universitätsbundes.

### Preisträger
- 1999 Helmut Maier-Mannhart
- 2000 Carl Graf Hohenthal
- 2001 Klaus von der Brelie
- 2002 Dagmar Röhrlich

## Kontroversen
Ende 2007 wurde dem Verein der Worst EU Greenwash Award der Initiative Worst EU Lobbying Award verliehen, da es in einer Werbekampagne mittels Greenwashing versucht habe, Kernenergie als umweltschonend darzustellen.
Das Bundesamt für Strahlenschutz kritisierte den Verein für dessen Behauptung, in Deutschland gebe es einen geeigneten Standort für ein Endlager für radioaktive Abfälle. Zum 50-jährigen Jubiläum des Atomforums kritisierte der damalige Bundesumweltminister Sigmar Gabriel den Verband als „Propagandazentrale der Atomkonzerne“; sie stehe „wie kaum eine andere Institution für das bewusste Verschweigen, Verdrängen und Verharmlosen der Gefahren, die mit der kommerziellen Nutzung der Atomenergie verbunden sind“.
Einen Tag nach der Nuklearkatastrophe von Fukushima setzte sich der Verein gegen eine Revision der Laufzeitverlängerung für deutsche Kernkraftwerke ein. Präsident Ralf Güldner argumentierte, dass deutsche Reaktoren wesentlich besser gegen Naturkatastrophen geschützt seien als japanische.
Die Jahrestagung Kerntechnik 2011 begann mit knapp 1300 internationalen Gästen am 17. Mai in Berlin, organisiert vom Atomforum und der Kerntechnischen Gesellschaft (KTG).  Alle Veranstaltungen mit gesellschaftspolitischem Bezug wurden aus dem Programm genommen, das Gala-Diner abgesagt. Sowohl die Rede des RWE-Vorstandsvorsitzenden Jürgen Großmann sowie die ursprünglich geplante Rede von FDP-Generalsekretär Christian Lindner fielen aus.
Nach dem Stopp der Erkundung des Salzstocks Gorleben gab der Präsident des Vereins, Ralf Güldner, im Dezember 2012 bekannt, dass die Betreiber der Kernkraftwerke einen Finanzierungsstopp der Erkundung erwägen sowie Schadenersatz geltend machen könnten, wenn Gorleben als Endlager ausgeschlossen werde.
Bis ca. 2013 war der Verein durch die Berliner Finanzverwaltung als gemeinnützig anerkannt. Die Gemeinnützigkeit des Vereins ist vielfach kritisiert worden.  Die Stuttgarter Nachrichten wiesen in einem Bericht vom 31. August 2015 darauf hin, dass das Atomforum nicht mehr gemeinnützig ist. Nach Nachfragen des Finanzamtes hat es die Gemeinnützigkeit nicht erneut beantragt. Mit Satzungsänderung vom 15. Mai 2013 wurde der Passus „Gemeinnützigkeit“ gestrichen. Seitdem präsentierte sich das Atomforum auf seiner Website als „Branchendienstleister für die externe und interne Kommunikation auf dem Gebiet der Kernenergie und Kerntechnik“ und als Interessenvertreter seiner Mitglieder.

## Veröffentlichungen
- Dt. Atomforum: 10 Jahre Kerntechnik in der Bundesrepublik Deutschland (= Schriftreihe des Deutschen Atomforums e. V. Band 14). Dt. Atomforum, Bonn 1965.
- Deutsches Atomforum: 50 Jahre Deutsches Atomforum e. V. Dt. Atomforum, Berlin 2009, ISBN 978-3-926956-50-7 (archive.org [PDF]).
- Martin Volkmer: Radioaktivität und Strahlenschutz. INFORUM Verlags- und Verwaltungsgesellschaft, 2012 (kernd.de).
- Martin Volkmer: Kernenergie Basiswissen. INFORUM Verlags- und Verwaltungsgesellschaft, 2013 (kernd.de).